# Parochthiphila argentiseta
Parochthiphila argentiseta är en tvåvingeart som beskrevs av Ebejer och Raspi 2008. Parochthiphila argentiseta ingår i släktet Parochthiphila och familjen markflugor.
Artens utbredningsområde är Turkiet. Inga underarter finns listade i Catalogue of Life.